# Italiano neostandard
L'etichetta di italiano neo-standard (o semplicemente neostandard) è una definizione proposta nel 1987 dal linguista Gaetano Berruto nel suo libro Sociolinguistica dell'italiano contemporaneo.
L'italiano neostandard, secondo questa definizione, è l'italiano parlato realmente in tutta Italia nei punti in cui si discosta dalla lingua delle grammatiche. Per esempio, nel parlato moderno il neostandard prevede la sostituzione dei pronomi personali tonici soggetto tu, egli ed ella con, rispettivamente, te, lui e lei. Deviazioni neostandard possono essere veicolate e consolidate da mezzi di comunicazione di massa come cinema e televisione, che hanno un'influenza notevole nell'affermazione di alcune espressioni come "assolutamente sì" o l'uso disgiuntivo di "piuttosto che", o nell'affermazione di quelle forme non standard che definiscono il cosiddetto "doppiaggese". 
In alcuni casi i tratti neostandard si sono affermati anche nell'uso scritto. Per esempio, nell'italiano dei giornali lui soggetto prevale oggi ampiamente su egli.
Il linguista Mirko Tavoni ha proposto nel 2005 di restringere la definizione di "neostandard" riservandola ai tratti diffusi anche nello scritto di media formalità (come per esempio quello dei giornali).
Secondo questa distinzione è neostandard, per esempio, l'uso di gli per a loro, mentre è substandard un tratto comune nel parlato evitato nello scritto come l'uso di gli per a lei.